# قمری‌های پرناز
قمری‌های پَرناز (نام علمی: Leptotila) سرده‌ای از پرندگان خانواده کبوتران است. اینها کبوترهای تغذیه زمینی هستند که در قاره آمریکا زندگی می‌کنند.
سردهٔ Leptotila توسط طبیعت‌شناس انگلیسی ویلیام جان سوینسون در سال ۱۸۳۷ با کبوتر کارائیبی Leptotila jamaicensis به عنوان گونه نماد معرفی شد. نام سرده ترکیبی از واژهٔ لپتوس یونان باستان به معنای «لطیف» یا «ناز» با ptilon به معنی «پر» است.
این سرده دارای ۱۱ گونه است.